# بوشيخونيي
بوشيخونيي (بالروسية: Пошехонье) هي إحدى مدن روسيا في الكيان الفدرالي الروسي ياروسلافل أوبلاست.
ملف
(ru:Пошехонье (город

## أعلام
- إيليا مودروف